# Поттсвілл (Пенсільванія)
Поттсвілл (англ. Pottsville) — місто (англ. city) в США, в окрузі Скайлкілл штату Пенсільванія. Населення — 13 346 осіб (2020).

## Географія
Поттсвілл розташований за координатами 40°40′47″ пн. ш. 76°12′33″ зх. д. / 40.67972° пн. ш. 76.20917° зх. д. (40.679854, -76.209210).  За даними Бюро перепису населення США в 2010 році місто мало площу 10,79 км², уся площа — суходіл.

## Демографія
Згідно з переписом 2010 року, у місті мешкали 14 324 особи в 6031 домогосподарстві у складі 3458 родин. Густота населення становила 1328 осіб/км².  Було 7040 помешкань (653/км²).
Расовий склад населення:
| - 93,1 % — білих - 3,1 % — чорних або афроамериканців - 0,7 % — азіатів - 0,2 % — корінних американців |

До двох чи більше рас належало 2,1 %. Частка іспаномовних становила 2,5 % від усіх жителів.
За віковим діапазоном населення розподілялося таким чином: 21,7 % — особи молодші 18 років, 60,0 % — особи у віці 18—64 років, 18,3 % — особи у віці 65 років та старші. Медіана віку мешканця становила 41,5 року. На 100 осіб жіночої статі у місті припадало 89,7 чоловіків;  на 100 жінок у віці від 18 років та старших — 88,3 чоловіків також старших 18 років.
Середній дохід на одне домашнє господарство  становив 50 592 долари США (медіана — 37 581), а середній дохід на одну сім'ю — 65 288 доларів (медіана — 51 970). Медіана доходів становила 44 721 долар для чоловіків та 31 114 долари для жінок. За межею бідності перебувало 18,2 % осіб, у тому числі 28,4 % дітей у віці до 18 років та 6,1 % осіб у віці 65 років та старших.
Цивільне працевлаштоване населення становило 5829 осіб. Основні галузі зайнятості: освіта, охорона здоров'я та соціальна допомога — 31,2 %, роздрібна торгівля — 16,1 %, виробництво — 13,5 %.

## Відомі особистості
В поселенні народилась:
- Мелані Вервір (1915—1998) — американський політик.